# حمزة بن أبيض
هو حمزة بن أبيض الحنفي وقيل (حمزة بن بيض) شاعر أموي كان منقطعا للمهلب بن أبي صفرة ثم لبلال بن أبي بردة مات في فارس وقيل في مرو بأرض خراسان وقيل دفن مع كثير عزة و سالم بن عبد العزيز في مصر.

## نسبه
هو حمزة بن أبيض بن عبد الله بن شمر الدؤلي الحنفي وقيل حمزة بن بيض بن أحمد بن بدر الكلاخي الحنفي والأول أصح.

## وقوفه مع بني أمية
كانت الخلافة الزبيرية حاكمة على العالم الإسلامي أنذاك وقد راسل عبد الملك الشعراء والوجهاء وكان مع الذين وقفوا مع الدولة الأموية.

## وفاته
توفي واختلف في مكان دفنه قيل انه دفن مع كثير عزة.